# 久富慎太郎
久富 慎太郎（ひさとみ しんたろう、生年月日不詳 - ）は、日本の漫画家。福岡県福岡市出身。男性。主に成年向け漫画雑誌で活動していた。デビュー当初のペンネームはさえわたる。

## 来歴
1993年頃よりさえわたるの名義でプロの漫画家として活動を開始。
1996年、初の単行本『どきどきスクールナイト』を発売。1997年頃、ペンネームを久富 慎太郎に変更し、1999年頃まで商業誌に作品が掲載されていた。
2000年、アニメーション制作会社に入社。同年より2002年まで、業務のため中国上海に駐在。帰国後は2006年までシステム系業務を担当。その傍らで漫画執筆も継続していたが商業誌での目立った活動は無く、同人誌でのみ作品が発表されていた。
退職後の2007年以降は、安浦久史名義で同人サークル「にせ浦安」を主催し活動している。

## 作品リスト

### 単行本
成人向け作品
- 『どきどきスクールナイト』 コスミックインターナショナル <バナナコミックス> 1995年1月 ISBN 978-4-8853-2370-6
- 『脳内麻薬』 東京三世社 <ドゥコミックス> 1996年12月 ISBN 978-4-8126-0018-4
- 『変態っ娘は好きですか？』 東京三世社 <ルコミックス> 1998年7月 ISBN 978-4-8126-0176-1
- 『拘束天使』 フロム出版 <ルコミックス> 2000年2月 ISBN 978-4-8126-0524-0
- 『留守家庭子供会』 モエールパブリッシング <ももまんじるし> 2005年11月 ISBN 978-4-9030-2837-8

『留守家庭子供会』は『拘束天使』と同時期に執筆された単行本未収録作品で構成されている。

### その他
- Comic天真爛漫 雑誌（辰巳出版、1995年6月）発行人として企画・編集を担当。